# Římskokatolická církev v Moldavsku
Katolická církev v Moldavsku je součástí všeobecné katolické církve pod vedením papeže a Svatého stolce. Katolíci tvoří v zemi menšinu (většina je pravoslavná; katolíků je v zemi asi 20000, tedy 2 % obyvatelstva).

## Organizační struktura
Všichni katoličtí věřící různých ritů spadají pod jurisdikci kišiněvské diecéze.

## Apoštolská nunciatura
Od roku 1992 má země standardní vztahy ke Svatému stolci, a tak v zemi působí apoštolský nuncius.